# Lacs Amers
Les lacs Amers sont deux lacs salés situés en Égypte à l'est du delta du Nil et au nord du golfe de Suez, en communication directe l'un avec l'autre et ayant ensemble une superficie de 220 km2. Le Grand Lac Amer (arabe : البحيرة المرة الكبرى, al-Buhayrah al-Murra al-Kubra) est le plus au sud, le Petit Lac Amer (arabe : البحيرة المرة الصغرى, al-Buhayrah al-Murra as-Sughra) le plus au nord. Encore plus au nord se trouvent le Manzala et le Timsah. 
Tous ces lacs sont intégrés au dispositif du canal de Suez, et de ce fait sont parcourus par un grand nombre de navires. Les lacs amers faisaient déjà partie du canal des Pharaons (entre le Nil et la mer Rouge) dans l'Antiquité ; ils étaient alors reliés à la mer Rouge dont le niveau était plus élevé.

## Hydrographie
Comme le canal de Suez ne comporte aucune écluse, l'eau de mer, en provenance de la mer Méditerranée et de la mer Rouge, s'écoule librement dans le lac, remplaçant l'eau perdue par évaporation. Le lac agit comme un tampon pour le canal en réduisant l'effet des courants marins.

## Histoire
Après le renversement du régime de Mussolini, à l'été 1943, la flotte italienne se rend aux alliés, à l'exception du cuirassé Roma détruit par un des premiers missiles radioguidés tiré depuis un avion allemand. L'amirauté britannique envisage l'utilisation des navires italiens sur le théâtre d'opérations du Pacifique mais les navires italiens dotés d'une machinerie surpuissante manquent cruellement d'autonomie. Finalement la flotte italienne est internée dans le grand lac Amer, de septembre 1943 à 1948 et sera en bonne partie envoyée à la ferraille avec le retour de la paix et l'obsolescence des cuirassés supplantés par les porte-avions.

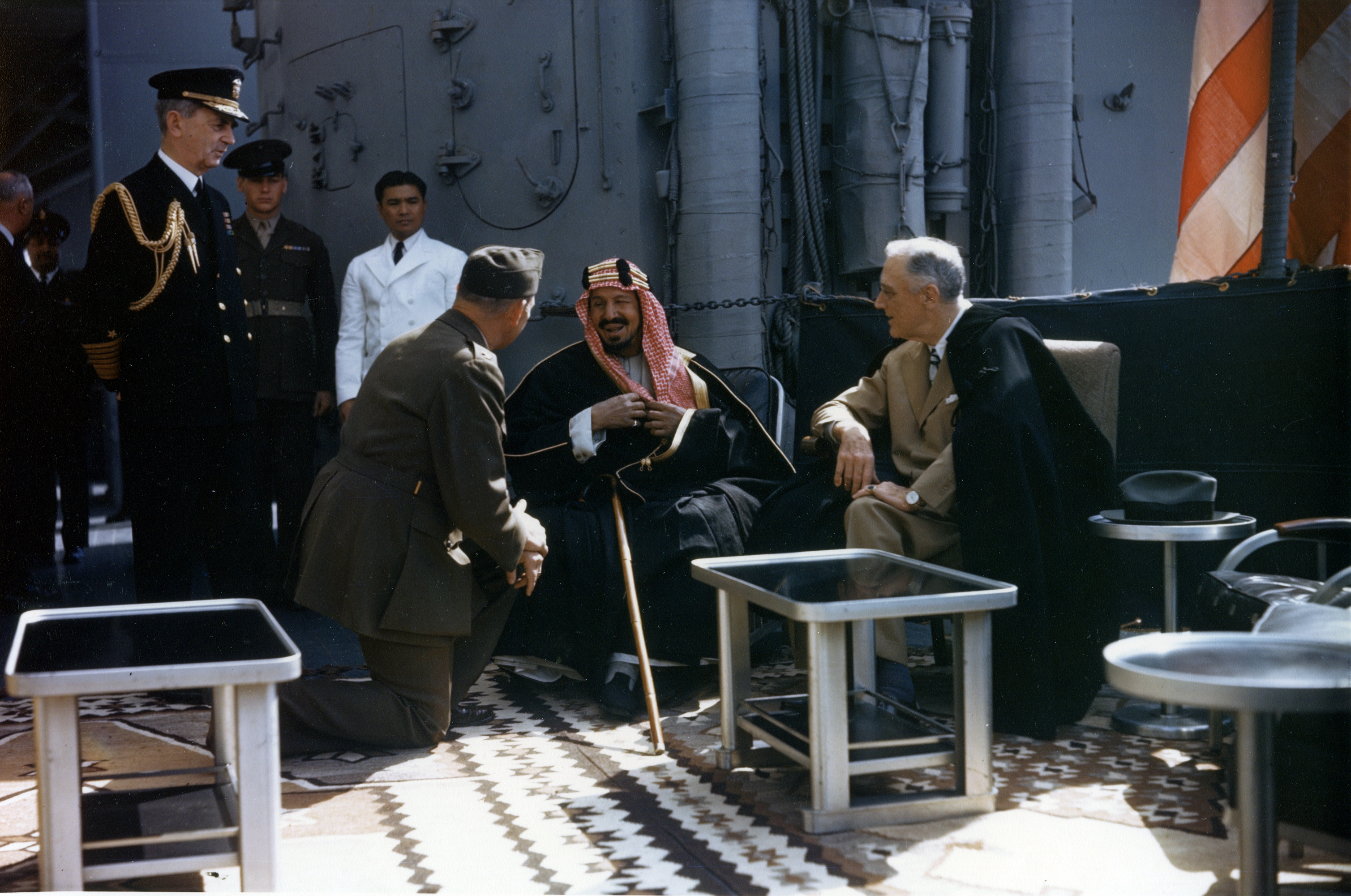
Roosevelt et Abdelaziz ibn Saoud à bord de l' sur le Grand Lac Amer, le 14 février 1945.

Le 14 février 1945, sur le Grand Lac Amer, le président américain Franklin D. Roosevelt, venant directement de la conférence de Yalta, rencontre à bord du croiseur USS Quincy le roi de l'Arabie saoudite, Abdelaziz ibn Saoud. Le seul témoin de cette réunion, surnommée le pacte du Quincy, est l'interprète du président américain et il n'existe aucun procès-verbal connu de cette discussion.
Lors de la guerre des Six Jours en 1967, le canal a été fermé et 14 navires se sont trouvés bloqués dans le lac jusqu'en 1975. Ils ont été baptisés Flotte jaune en raison du sable du désert qui a rapidement couvert leurs ponts. Un certain nombre de timbres (ou plutôt, étiquettes décoratives, puisqu'ils n'ont aucune validité postale) ont été créés par les équipages et sont aujourd'hui très recherchés par les collectionneurs.